# АЗ (футбольний клуб)
«Алкмар Занстрек» (нід. Alkmaar Zaanstreek, [ˈɑl(ə)kmaːr ˈzaːnstreːk]), відомий також як «АЗ Алкмар» або просто АЗ — професіональний нідерландський футбольний клуб з міста Алкмар. Клуб виступає в Ередивізі, найвищій футбольній лізі Нідерландів, і проводить домашні матчі на стадіоні АФАС. Був заснований 10 травня 1967 року внаслідок злиття клубів «Алкмар'54» і «Занстрек», після чого отримав назву «АЗ'67».
АЗ двічі вигравав Ередивізі, у сезонах 1980—81 та 2008—09, також вони 1981 року дійшли до фіналу Кубка УЄФА, який програли «Іпсвіч Таун». Окрім того, команда чотири рази вигравала Кубок Нідерландів і одного разу Суперкубок.

## Поточний склад
Станом на 11 липня 2025
| №  | Поз. | Нац.       | Гравець                 |
| -- | ---- | ---------- | ----------------------- |
| 1  | ВР   | Нідерланди | Ром-Джейден Овусу-Одуро |
| 3  | ЗХ   | Нідерланди | Ваутер Гус              |
| 4  | ЗХ   | Нідерланди | Максім Деккер           |
| 5  | ЗХ   | Португалія | Алешандре Пенетра       |
| 6  | ПЗ   | Нідерланди | Пер Копмейнерс          |
| 8  | ПЗ   | Нідерланди | Йорді Класі             |
| 9  | НП   | Ірландія   | Трой Парротт            |
| 10 | ПЗ   | Нідерланди | Свен Мейнанс            |
| 11 | НП   | Гана       | Ібрагім Садік           |
| 12 | ВР   | Нідерланди | Гобі Вергулст           |
| 14 | ПЗ   | Сербія     | Кристиян Белич          |
| 15 | ЗХ   | Мексика    | Матео Чавес             |

| №  | Поз. | Нац.       | Гравець          |
| -- | ---- | ---------- | ---------------- |
| 16 | ЗХ   | Японія     | Сьоя Майкума     |
| 17 | ПЗ   | Нідерланди | Дейві Квакман    |
| 21 | НП   | Нідерланди | Ернест Поку      |
| 22 | ЗХ   | Нідерланди | Елайджа Дейкстра |
| 23 | НП   | Швеція     | Майкел Лахдо     |
| 26 | ПЗ   | Нідерланди | Кес Сміт         |
| 27 | НП   | Нідерланди | Ро-Занджело Дал  |
| 28 | ПЗ   | Нідерланди | Зіко Бюрместер   |
| 30 | ЗХ   | Нідерланди | Денсо Касіус     |
| 34 | ЗХ   | Нідерланди | Мес де Віт       |
| 35 | НП   | Нідерланди | Мекс Мердінк     |
| 41 | ВР   | Нідерланди | Єрун Зут         |

## Досягнення
Ередивізі:
- Чемпіон (2): 1981, 2009
- Віце-чемпіон (2): 1980, 2006

Кубок Нідерландів:

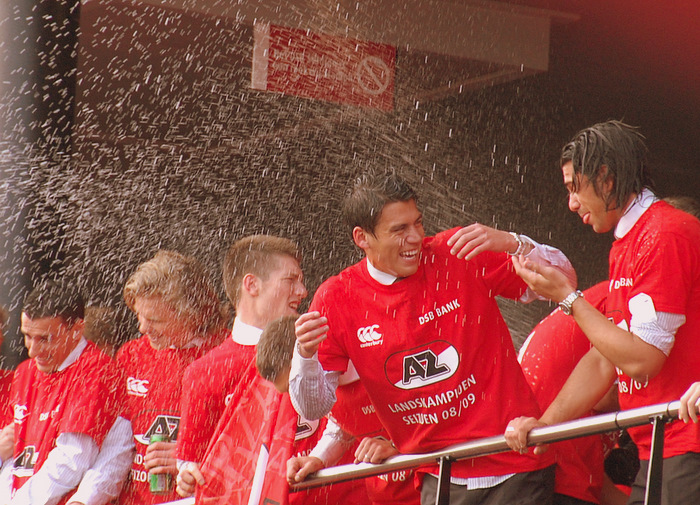
Клуб святкує перемогу в чемпіонаті сезону 2008—09.

- Володар (4): 1978, 1981, 1982, 2013
- Фіналіст (3): 2007, 2017, 2018

Суперкубок Нідерландів:
- Володар (1): 2009
- Фіналіст (1): 2013

Ерстедивізі (рівень 2):
- Чемпіон (3): 1960, 1996, 1998
- Віце-чемпіон (3): 1957, 1968, 1972

Тведедивізі (рівень 3):
- Чемпіон (3): 1956
- Віце-чемпіон (3): 1964

Кубок УЄФА:
- Фіналіст (1): 1981
- Півфіналіст (1): 2005
- Чвертьфіналіст (3): 2007, 2012, 2014

Юнацька ліга УЄФА:
- Переможець (1): 2023

## Зустрічі з українськими клубами
«АЗ» декілька разів зустрічався в єврокубках з українськими клубами:
«Шахтар» — АЗ 1:3, 1:2 (2004/2005, Кубок УЄФА, 1/8 фіналу)
«Дніпро» — АЗ 1:2 (2005/2006, Кубок УЄФА, груповий турнір)
«Динамо» — АЗ 2:0, 2:1 (2010/2011, Ліга Європи, груповий турнір), 2:0 (2020/2021, Ліга Чемпіонів, третій кваліфікаційний раунд)
«Металіст» — АЗ 1:1, 1:1 (2011/2012, Ліга Європи, груповий турнір)
«Маріуполь» — АЗ 0:0, 0:4 (2019/2020, Ліга Європи, третій кваліфікаційний раунд)
Дніпро-1 — АЗ 0:1, 1:2 (2022/2023, Ліга Конференцій, груповий турнір)